# Proyecto X (película de 1987)
Proyecto X («Project X» en su título original, 1987) es una película de aventuras con trasfondo dramático, producida por Walter F. Parkes y Lawrence Lasker, dirigida por el parisino Jonathan Kaplan y protagonizada por Matthew Broderick y Helen Hunt.

## Argumento
Jimmy Garret (Matthew Broderick) es un joven piloto de las fuerzas aéreas estadounidenses que desde pequeño fue educado en un ambiente militar debido a la influencia de su padre, un alto cargo del ejército. Tras cometer algunas infracciones y sin preverlo de antemano, se le asignará una vacante en un complejo militar para encargarse de cuidar a unos chimpancés que están siendo empleados en unos experimentos militares. Su actitud hacia el trabajo cambia cuando Virgil, un nuevo chimpancé educado en la lengua de signos, llega al complejo.

## Reparto
| Actor             | Personaje |
| ----------------- | --- |
| Matthew Broderick | Joven piloto Jimmy Garret |
| Helen Hunt        | Teri MacDonald, la estudiante de postgrado cuya función investigadora es la educación en el lenguaje de signos al chimpancé Virgil |
| Bill Sadler       | Dr. Carroll |
| Jonathan Stark    | |
| Robin Grammell    | |
| Stephen Lang      | |
| Pamela Ludwig     | |
| Harry Northup     | |
| Johnny Ray McGhee | |
| Daniel Roebuck    | |
| David Raynr       | |